# アンソニー・ウエスト
アンソニー・ウエスト（Anthony "Ant" West、1981年7月17日 - ）は、オーストラリア・クイーンズランド州マリーボロー出身のオートバイレーサー。ダートトラックレースの出身であり、ウェットコンディションでのレースに強く "The Rain Man" とあだ名される。

## 経歴

### GPデビュー
1998年、地元オーストラリアGPの125ccクラスへのワイルドカード参戦で世界選手権デビューを果たす。翌1999年にはシェル・アドバンス・ホンダチームから250ccクラスにフル参戦を開始、2000年にはシリーズランキング6位を記録した。

### 500ccクラス
2001年、Dee Cee Jeans レーシングチームから最高峰500ccクラスにデビューする。参戦した14戦中11戦でポイントを獲得し、シリーズランキングは18位となった。しかし2002年にはシートを失い、1年間浪人生活を送ることになった。

### 再び250ccへ

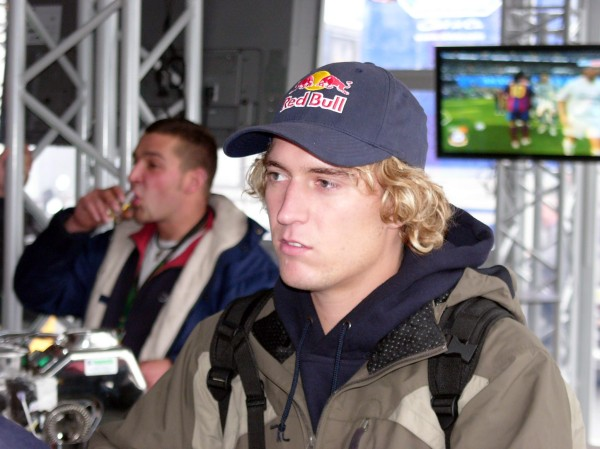
2005年 KTM時代

2003年からは250ccクラスに戻り、2年間イタリアのアブルッツォ・レーシングチームでプライベーター仕様のアプリリアを駆った。2003年にはダッチTTでGP初優勝を果たし、他にも3回表彰台を獲得する活躍を見せた。
2005年は新たに250ccクラスに参戦を開始するKTMのワークスチームと契約を結んだが、マシンの開発の遅れによってシーズンの大半を欠場する羽目になった。それでもKTMデビュー戦の第8戦イギリスGPではウェットコンディションの中2位表彰台を獲得した。
2006年はキーファー・ボス・レーシングチームに移籍し、再びプライベーター仕様のアプリリアを駆った。

### WSS ～ MotoGPへ

#### 2007年
2007年シーズン序盤はマッテオーニ・レーシングでセミワークス仕様のアプリリアRSW250LEを駆ったが、満足な結果が残せず、シーズン中盤にチームを去ることになった。
しかしその後、ウエストはコンペティティブなマシンさえあれば結果を出せることを証明してみせた。スーパースポーツ世界選手権第6戦モンツァ、負傷したケビン・カーテンの代役としてヤマハ・YZF-R6を駆ったウエストは、初めてのマシン、初めてのサーキットで18番グリッドから3位表彰台を獲得する。そしてウェットレースとなった第7戦シルバーストンで初優勝を遂げ、第8戦ミサノでも連勝を飾るめざましい活躍を見せ、13戦中3戦の出場にもかかわらずシリーズランキング9位に入った。
この活躍が認められ、ウエストは6月にシーズン途中での現役引退を発表したオリビエ・ジャックの後釜として、カワサキ・レーシングチームでニンジャ・ZX-RRを駆り、MotoGPクラスのシーズン中盤以降を戦うことになった。カワサキはヤマハに違約金を払ってウエストを獲得した。出場した11戦全戦に完走し、最高位は第11戦アメリカGPと第15戦日本GPでの7位だった。ウェットレースとなった日本GPではジャンプスタートを犯しライドスルーペナルティを受けており、もしジャンプスタートがなければもっと上位を獲得できた可能性が大きく、残念な結果となった。

#### 2008年
ウエストは2008年シーズンもカワサキに残留し、新たに加入したジョン・ホプキンスと共にフルシーズンを戦った。ところがこのシーズンのZX-RRは戦闘力に欠けており、ウエストは最下位近辺の常連となってしまった。それでも2007年型のフレームに戻した第12戦チェコGPでは予選6番手からスタートし、ブリヂストン勢最上位となる5位でフィニッシュする活躍を見せた。

### 再びWSSへ (2009年)
2009年シーズンはMotoGPでのシートを確保することができなかったため、スーパースポーツ世界選手権に再び参戦。スティッギー・ホンダ・チームでCBR600RRを駆り、開幕戦の地元フィリップアイランドでの3位を皮切りに3度表彰台を獲得し、シリーズランキング7位の成績を残した。

### Moto2クラス

#### 2010年
2010年シーズンはロードレース世界選手権に復帰を果たした。このシーズンより新たに始まったMoto2クラスに、MZのシャシーを駆って参戦。なおMZは現在、元グランプリライダーのマーチン・ウィマーがCEOを務めている。ウエストは全17戦中15戦で完走したものの、ポイント獲得は5レースに留まり、シリーズランキングは23位に終わった。しかし決勝以外の全てのセッションが雨に見舞われた第17戦ポルトガルGPでは2つのセッションでトップタイムをマークし、レインマスターとしての腕が健在であることを見せつけた。ドライとなった決勝でも、シーズン自己ベストとなる7位に入賞した。

#### 2011年
2011年シーズンもMZに残留、チームは2台体制に規模を拡大し、マックス・ノイキルヒナーをチームメイトに迎える。

## ロードレース世界選手権 戦績
| シーズン | クラス | バイク     | 出走 | 優勝 | 表彰台 | PP | FL | ポイント | 順位 |
| -------- | ------ | ---------- | ---- | ---- | ------ | -- | -- | -------- | ---- |
| 1998年   | 125cc  | ホンダ     | 1    | 0    | 0      | 0  | 0  | 0        | -    |
| 1999年   | 250cc  | TSRホンダ  | 16   | 0    | 0      | 0  | 0  | 66       | 12位 |
| 2000年   | 250cc  | ホンダ     | 16   | 0    | 0      | 0  | 0  | 146      | 6位  |
| 2001年   | 500cc  | ホンダ     | 14   | 0    | 0      | 0  | 0  | 27       | 18位 |
| 2003年   | 250cc  | アプリリア | 16   | 1    | 4      | 0  | 0  | 145      | 7位  |
| 2004年   | 250cc  | アプリリア | 14   | 0    | 0      | 0  | 0  | 88       | 11位 |
| 2005年   | 250cc  | アプリリア | 1    | 0    | 0      | 0  | 0  | 30       | 17位 |
| 2005年   | 250cc  | ホンダ     | 1    | 0    | 0      | 0  | 0  | 30       | 17位 |
| 2005年   | 250cc  | KTM        | 5    | 0    | 1      | 0  | 1  | 30       | 17位 |
| 2006年   | 250cc  | アプリリア | 16   | 0    | 0      | 0  | 0  | 78       | 11位 |
| 2007年   | 250cc  | アプリリア | 7    | 0    | 0      | 0  | 0  | 25       | 18位 |
| 2007年   | MotoGP | カワサキ   | 11   | 0    | 0      | 0  | 0  | 59       | 15位 |
| 2008年   | MotoGP | カワサキ   | 18   | 0    | 0      | 0  | 0  | 50       | 18位 |
| 2010年   | Moto2  | MZ         | 17   | 0    | 0      | 0  | 0  | 26       | 23位 |
| 2011年   | Moto2  | MZ         |      |      |        |    |    |          |      |
| 合計     |        |            | 153  | 1    | 5      | 0  | 1  | 740      |      |